# ママ〜最後の贈りもの〜
ママ〜最後の贈りもの〜（마마）は、2014年8月2日から10月19日に韓国MBSで放送されたテレビドラマである。

## あらすじ
ハン・スンヒは画家として成功し、息子グルを持つ幸せなシングルマザーである。しかし、スンヒは末期の病と診断され、死後にグルを素敵な家族に養子に入れることを決意する。そのため、元彼のムン・テジュを探し出し、テジュの妻ソ・ジウンと友達となった。その間もっと若い写真家のク・ジソプがスンヒが気になり始める。

## キャスト
- ハン・スンヒ：ソン・ユナ

シングルマザーでカナダを中心に活躍する有名画家。
- ムン・テジュ：チョン・ジュノ

アパレル会社マーケティングチーム部長、スンヒの元恋人
- ソ・ジウン：ムン・ジョンヒ（朝鮮語版）

テジュの妻
- ク・ジソプ：ホン・ジョンヒョン

写真作家
- カン・レヨン：ソン・ソンユン

テジュの上司、本部長
- キム・ウノ：チェ・ジョンファン

テジュの上司
- ハン・グル：ユン・チャンヨン

スンヒの息子、父親はテジュ

## スタッフ
- 脚本：ユ・ユンギョン
- 演出：キム・サンヒョプ